# Franz Rumpler
Franz Rumpler (4. prosince 1848 Tachov – 7. března 1922 Klosterneuburg) byl rakousko-uherský žánrový malíř.

## Životopis
Rumpler byl syn řezbáře Johanna Baptist Rumplera (1807–1876) a jeho manželky Anna roz. Paulové, rodáků z Tachova. Pár již měl jeho staršího bratra Johanna (1845–1918).
Vystudoval vídeňskou Akademii výtvarných umění u Eduarda von Engertha. Mezi lety 1871–1875 pobýval na studijním pobytu v Itálii, dále v roku 1879 v Paříži. Od poloviny roku 1890 byl profesorem speciální školy pro historickou malbu na Akademii výtvarných umění ve Vídni. Mezi jeho žáky patřily Anton Burtscher, Josef Floch, Wilhelm Victor Krausz, Kolo Moser, Otto Neustädtl, Alois Penz, Josef Stoitzner, Viktor Tischler či Karl Tucek.
V roce 1897 byla otevřena výstava 230 děl Franze Rumplera. Ve stejném roce se stává i čestným občanem rodného Tachova.
Od roku 1904 pobýval v Klosterneuburgu, kde také 7. března 1922 umírá. Na vídeňském centrálním hřbitově má čestný hrob.
V rodném Tachově, stejně jako v Klosterneuburgu, jsou po Franzi Rumplerovi pojmenovány ulice.

## Galerie

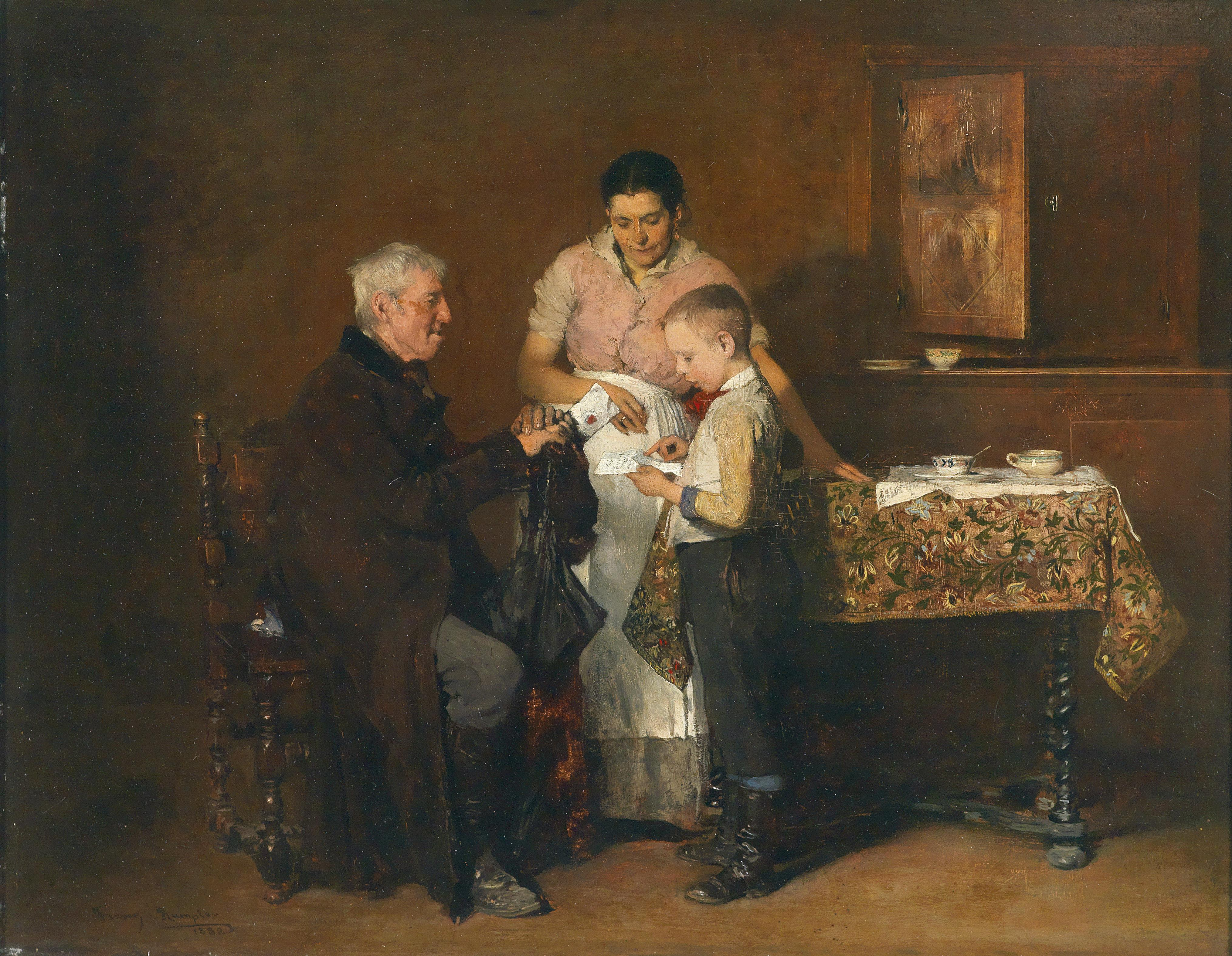
Obraz Dopis z roku 1882
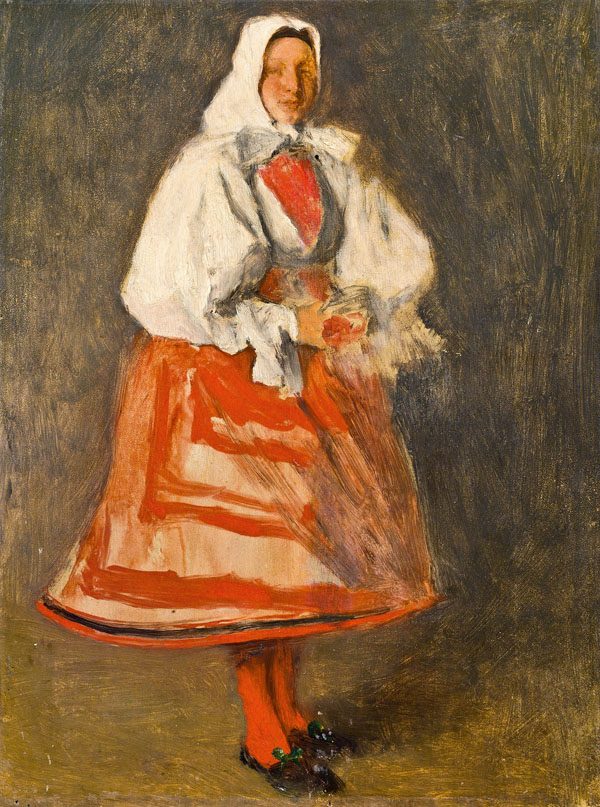
Obraz Selka z roku 1888
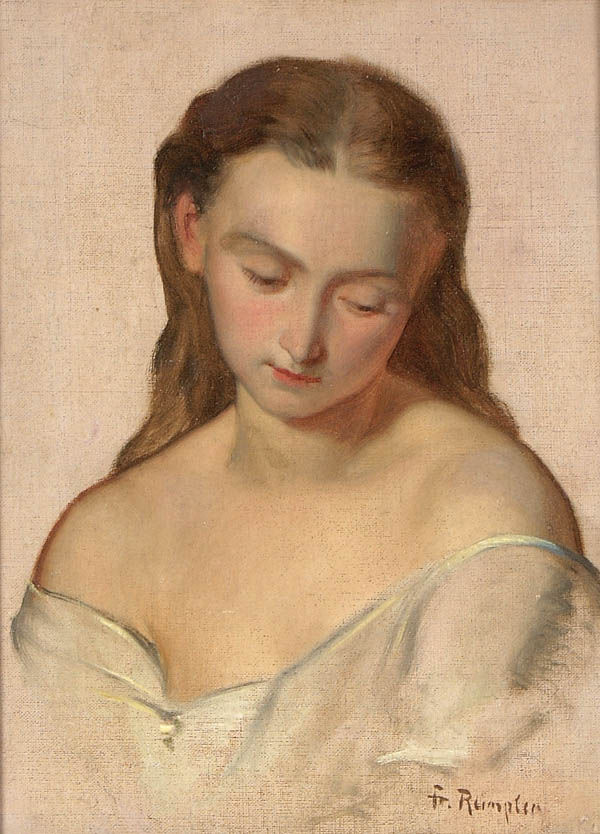
Obraz Mladá krása
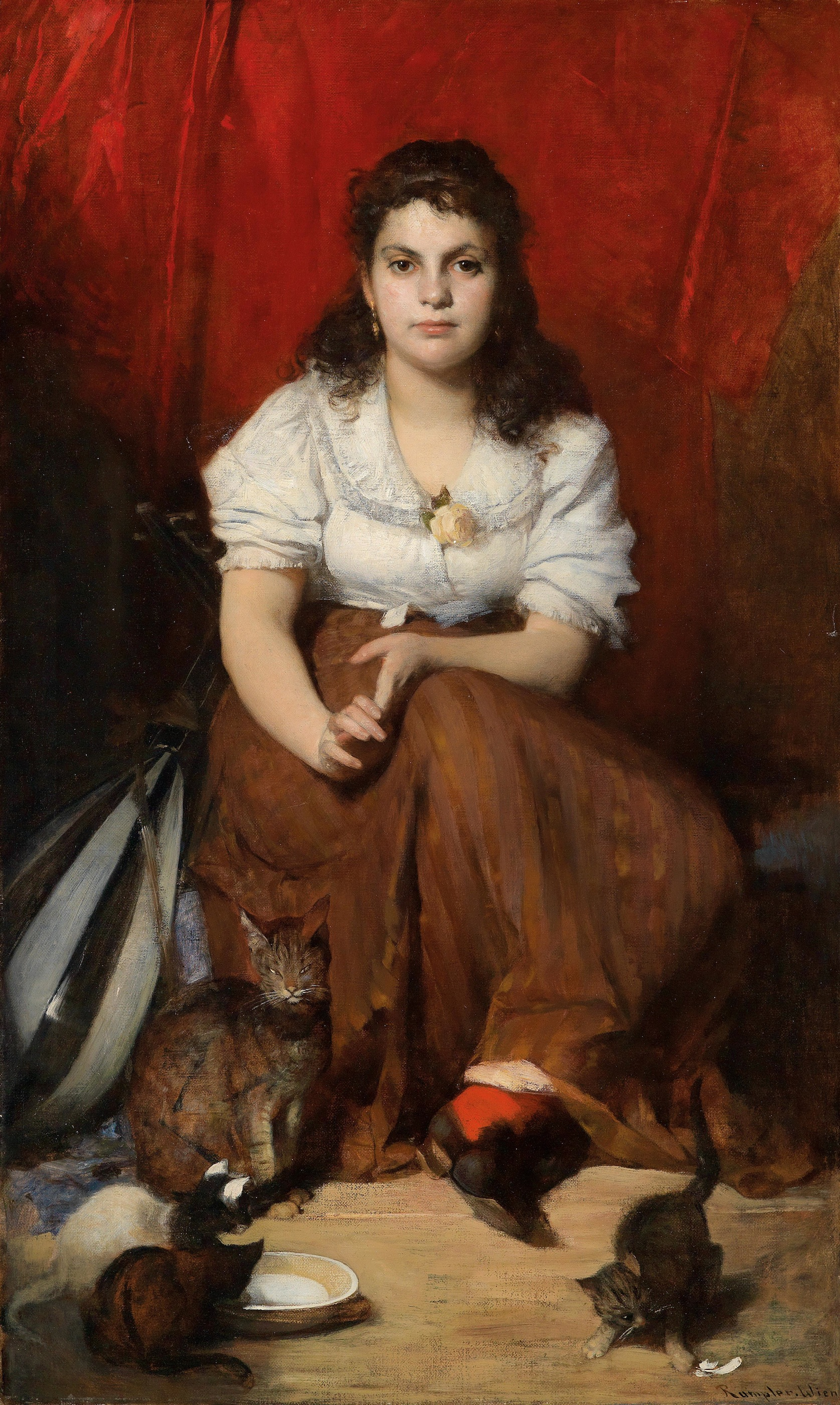
Obraz Dívka s kočkou
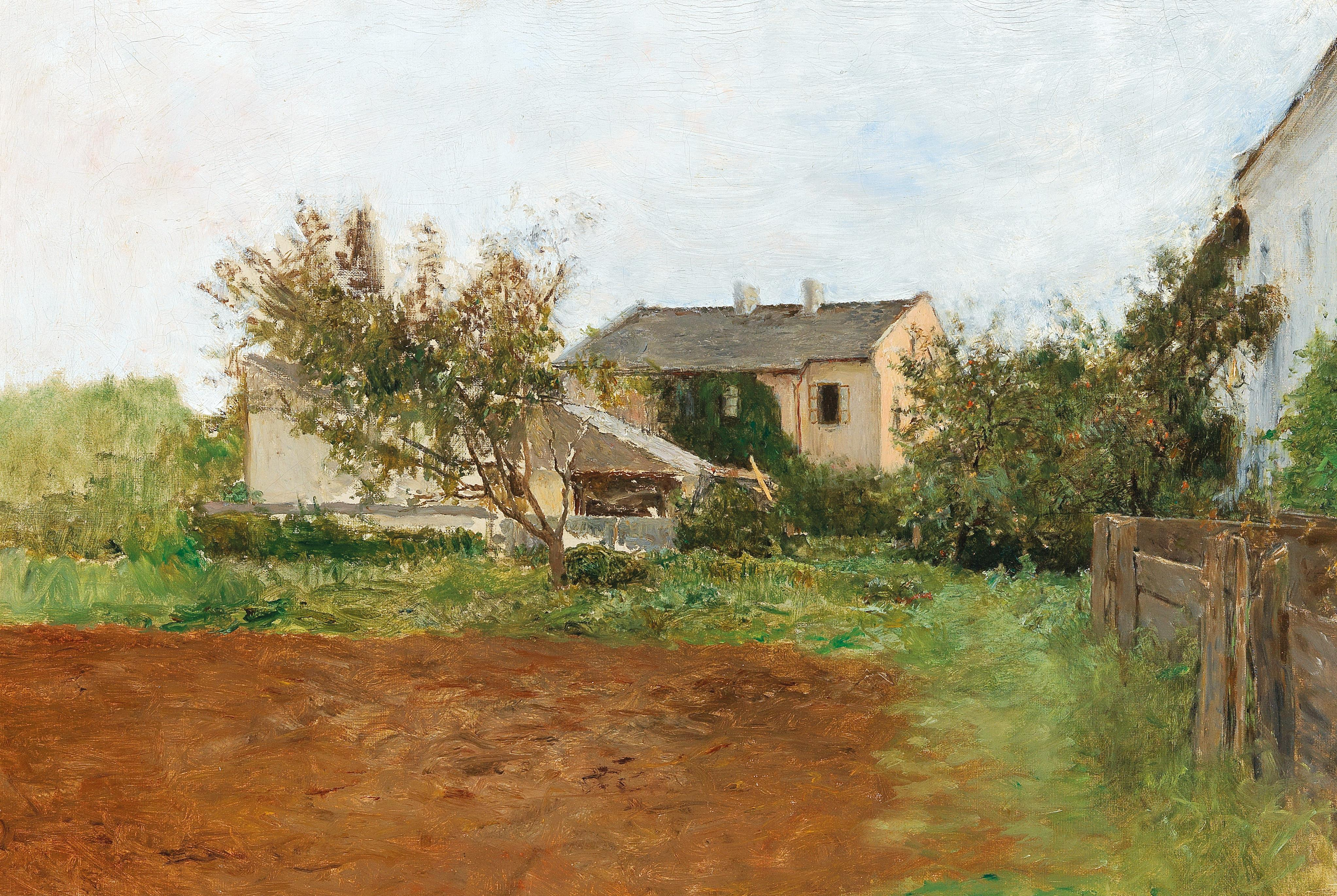
Obraz Na okraji vesnice z roku 1885
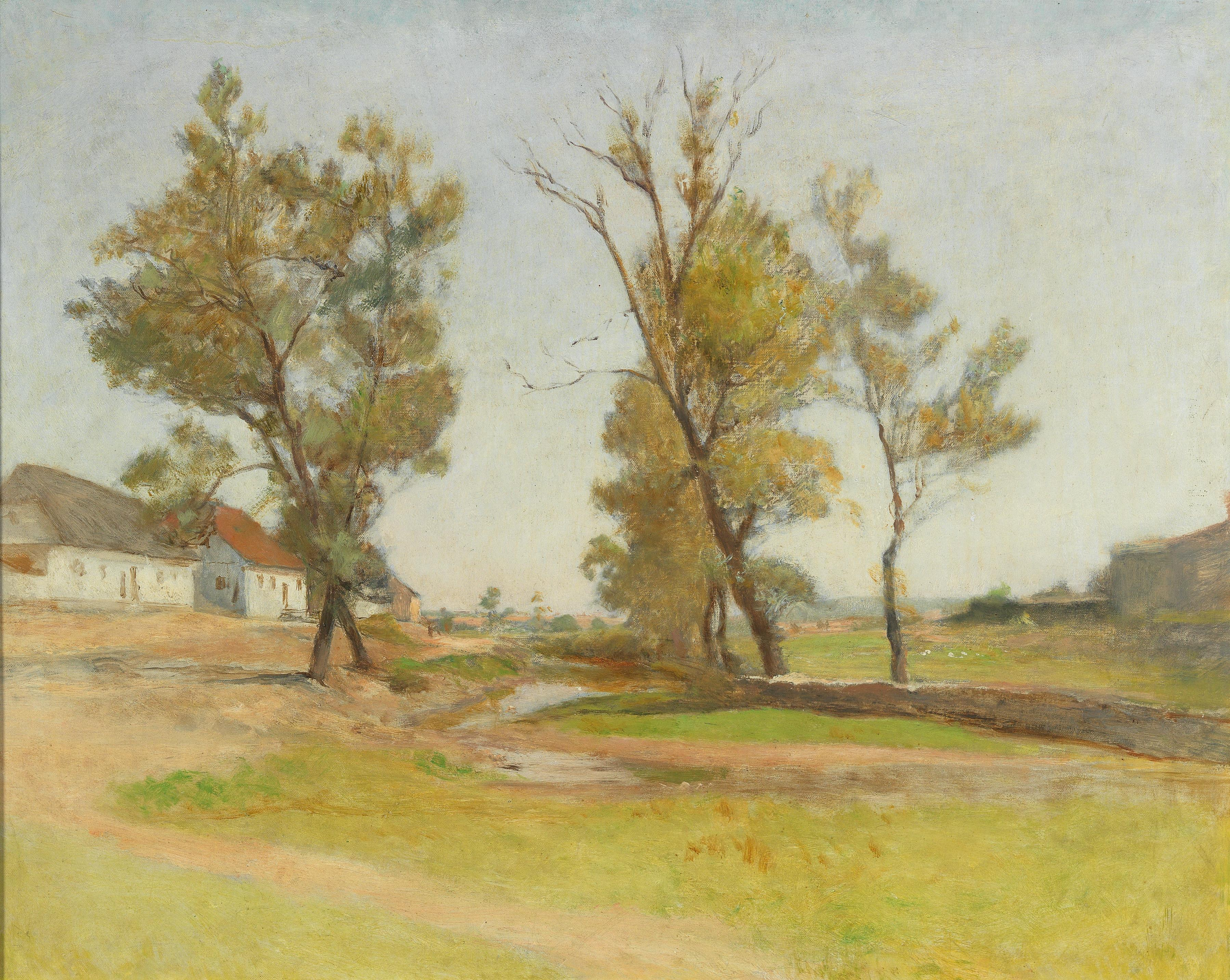
Obraz Louka před vesnicí, malované 1898 v okolí Boru
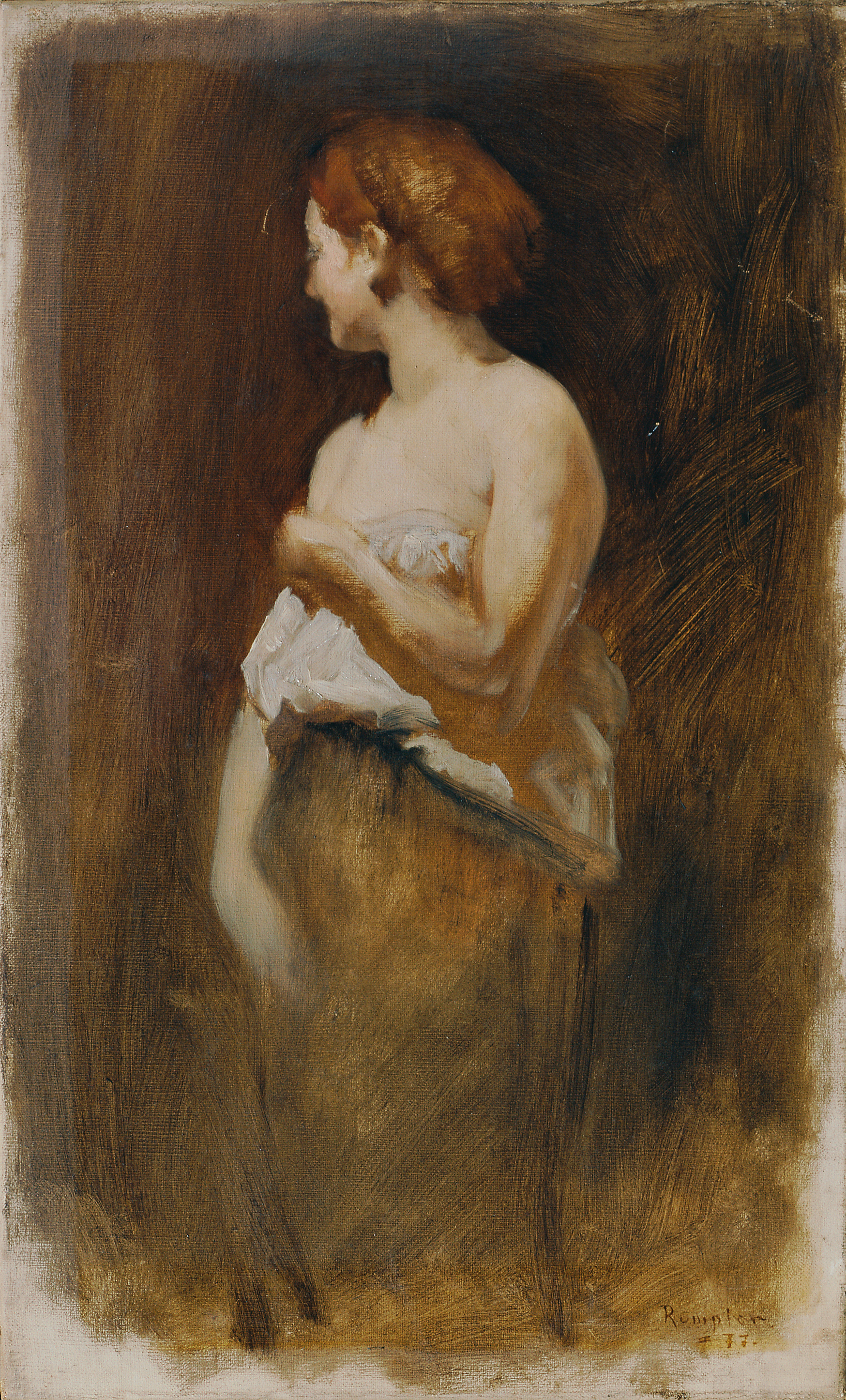
Obraz Ženský akt
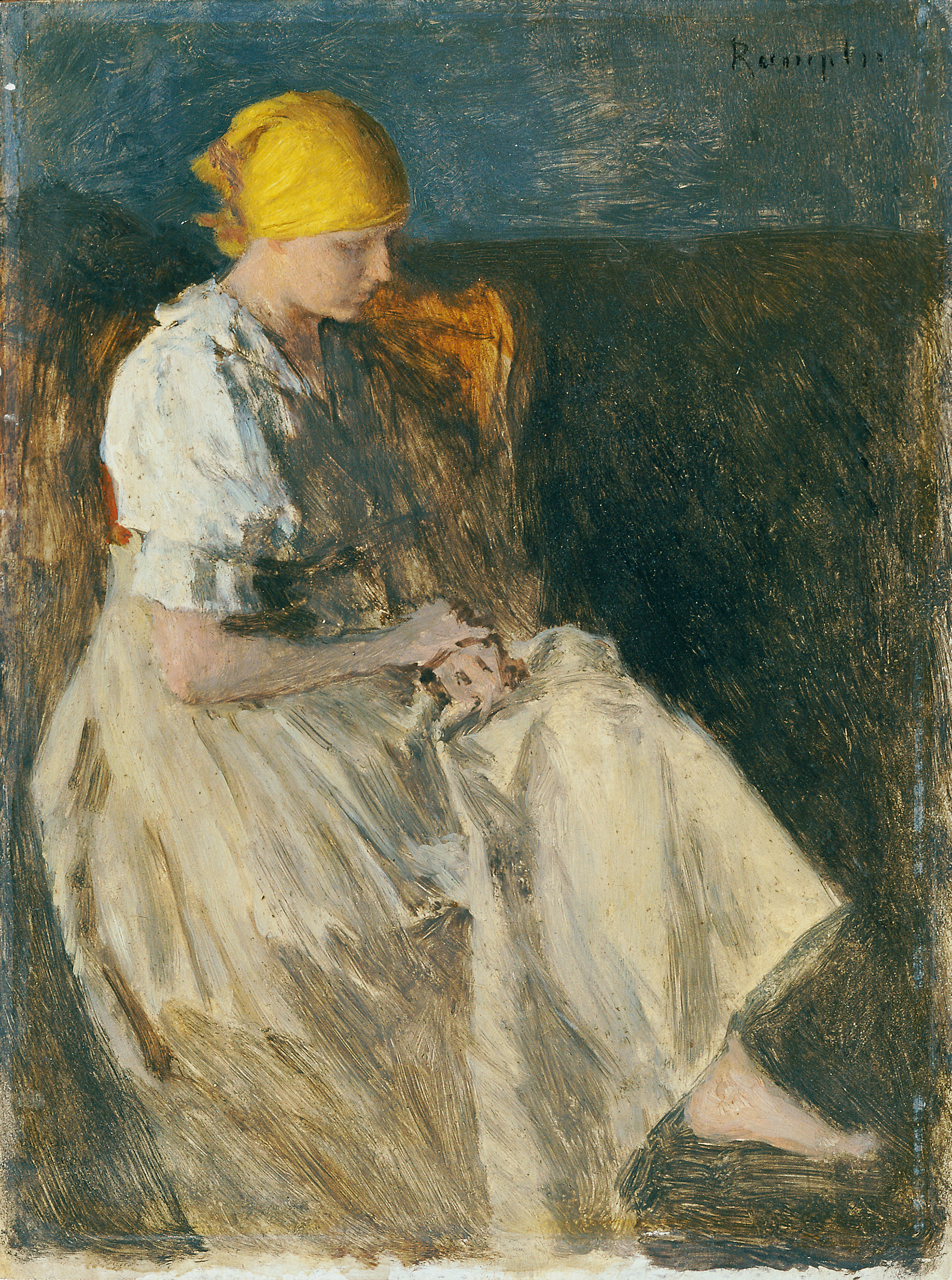
Obraz Sedící dívka